# SNW1
SNW1 (de sus siglas en inglés "SNW domain-containing protein 1") es una proteína codificada en humanos por el gen snw1.
Esta proteína pertenece a la familia SNW y es un coactivador que favorece la transcripción de algunos promotores Pol II. Este coactivador puede unirse al dominio de unión a ligando del receptor de vitamina D y a los receptores retinoides para favorecer la expresión génica mediada por vitamina D, ácido retinoico, estrógenos y glucocorticoides. También puede actuar como factor implicado en el proceso de splicing alternativo interaccionando con la proteína 2 de unión a poli(A) para controlar directamente a nivel transcripcional la expresión de genes específicos de músculo. Finalmente, SNW1 puede estar implicada en oncogénesis, ya que interacciona con una región de las oncoproteínas SKI que es necesaria para que se produzca la actividad transformante.

## Interacciones
La proteína SNW1 ha demostrado ser capaz de interaccionar con:
- Histona deacetilasa 2[4]
- Proteína SKI[5][6][7]
- Proteína del retinoblastoma[8]
- PABPN1[9]
- CIR[4]
- RBPJ[4][10]
- NCOA1[11]
- NCOR2[4][10]
- Receptor de calcitriol[2][11]
- SMAD3[7]
- NOTCH1[12][10]
- SMAD2[7]